# Clement Samuel Brimley
Clement Samuel Brimley est un zoologiste autodidacte américain né le 18 décembre 1863 en Angleterre et mort le 23 juillet 1946 à Raleigh en Caroline du Nord.
Il a travaillé au North Carolina Museum of Natural Sciences. Son frère Herbert Hutchinson Brimley, également zoologiste a longtemps été directeur de ce muséum.

## Taxons nommés en son honneur
- Pseudacris brimleyi Brandt & Walker, 1933, appelée communément Brimley's Chorus Frog en anglais.
- Desmognathus brimleyorum Stejneger, 1895 (dédié aussi à Herbert Hutchinson Brimley)

## Taxons décrits
- Necturus lewisi Brimley, 1924
- Plethodon metcalfi  Brimley, 1912

## Liste partielle des publications
- Brimley, 1907 : Artificial Key to the Species of Snakes and Lizards which are Found in North Carolina. Journal of the Elisha Mitchell Scientific Society, vol. 23, p. 141-149 (texte intégral).
- Brimley, 1907 : The Salamanders of North Carolina. Journal of the Elisha Mitchell Scientific Society, vol. 23, p. 150-156 (texte intégral).
- Brimley, 1907 : A Key to the Species of Frogs and Toads Liable to Occur in North Carolina. Journal of the Elisha Mitchell Scientific Society, vol. 23, p. 157-160 (texte intégral).
- Brimley, 1912 : Notes on the salamanders of the North Carolina mountains, with descriptions of two new forms. Proceedings of the Biological Society of Washington, vol. 25, p. 135-140 (texte intégral).
- Brimley, 1915 : List of reptiles and amphibians of North Carolina. Journal of the Elisha Mitchell Scientific Society, vol. 30, p. 1-14 (texte intégral).
- Brimley, 1917 : The two forms of red Spelerpes occurring at Raleigh, N.C.. Proceedings of the Biological Society of Washington, vol. 30, p. 87-88 (texte intégral)
- Brimley, 1924 : The waterdogs (Necturus) of North Carolina. Journal of the Elisha Mitchell Scientific Society, vol. 40, p. 166-168 (texte intégral).
- Brimley, 1927 : An apparently new salamander (Plethodon clemsonae) from S.C.. Copeia, vol. 164, p. 73-75.
- Brimley, 1928 : Yellow-cheeked Desmognathus from Macon County, N.C.. Copeia, vol. 166, p. 21-23.

## Source
- (en) Cet article est partiellement ou en totalité issu de l’article de Wikipédia en anglais intitulé « Clement Samuel Brimley » (voir la liste des auteurs).